# Force aveugle
Force aveugle est le 21e épisode de la saison 1 de la série télévisée Angel.

## Synopsis
Angel surprend une aveugle qui vient de tuer un homme mais elle esquive facilement ses coups avant de s'échapper. Les recherches de Cordelia apprennent à Angel qu'une aveugle du nom de Vanessa Brewer est actuellement jugée pour meurtre et qu'elle est défendue par Wolfram & Hart. Lindsey McDonald la fait acquitter et est ensuite félicité par son supérieur, Holland Manners, qui laisse entendre que Vanessa a été engagée par Wolfram & Hart pour tuer des enfants. C'en est trop pour McDonald, qui va trouver Angel pour l'informer de cette affaire. Angel est méfiant et demande à McDonald de lui prouver sa bonne foi en l'aidant à s’infiltrer dans les locaux de Wolfram & Hart. Leur plan réussit, avec l'aide de Gunn, et Angel s'empare de quelques CD-ROM classés secrets et d'un parchemin, ce qui déclenche une alarme. Il s'échappe mais McDonald reste bloqué dans l'immeuble. Manners réunit ses principaux employés pour les soumettre à l'inspection de deux télépathes, lesquelles découvrent que Lee Mercer avait l'intention de quitter la firme avec ses clients. Manners l'abat et libère les autres mais garde McDonald avec lui. Il lui révèle qu'il est au courant qu'il a aidé Angel mais, reconnaissant sa valeur, lui laisse quelques jours pour décider de son avenir.
Cordelia appelle Willow pour qu'elle l'aide à décrypter les CD-ROM, lesquels apprennent au groupe d'où Vanessa Brewer tire ses facultés extra-sensorielles exacerbées et qu'elle doit tuer trois enfants aveugles ayant des dons de voyance. Angel et McDonald interviennent pour empêcher Brewer de tuer les enfants et un combat éclate, au cours duquel Angel réalise qu'elle ne peut « voir » que ce qui est en mouvement. Grâce à cette information, Angel est à même de la vaincre. Plus tard, Wesley apprend à Angel que le parchemin qu'il a volé parle d'une prophétie impliquant un vampire avec une âme. McDonald ramène les CD volés à Manners, non sans les avoir copiés avant pour sa sécurité, et s'excuse. Manners lui apprend qu'il a été promu et qu'il lui offre son poste. Il part en le laissant choisir ce qu'il veut faire de sa vie.

## Production
Jennifer Badger, qui interprète le personnage de Vanessa Brewer, est une cascadeuse qui a déjà été la doublure d'Eliza Dushku et Charisma Carpenter dans la série et dans Buffy. Afin de retranscrire le mode de vision particulier de Vanessa Brewer, l'équipe des effets spéciaux a recouvert les acteurs d'une peinture qui luit dans le noir et les scènes ont été tournées dans l'obscurité. L'effet a ensuite été amplifié en modifiant les images pour créer des traceurs et en les inversant, pour indiquer que Brewer voit les actions avant qu'elles ne se produisent.